# Сельское поселение Ульт-Ягун
Се́льское поселе́ние Ульт-Ягун — муниципальное образование в Сургутском районе Ханты-Мансийского автономного округа Российской Федерации.
Административный центр — посёлок Ульт-Ягун.

## История
Статус и границы сельского поселения установлены Законом Ханты-Мансийского автономного округа - Югры от 25 ноября 2004 года № 63-оз «О статусе и границах муниципальных образований Ханты-Мансийского автономного округа - Югры»

## Население
| 2010  | 2012  | 2013  | 2014  | 2015  | 2016  | 2017  |
| ----- | ----- | ----- | ----- | ----- | ----- | ----- |
| 2258  | ↗2268 | ↗2285 | ↗2291 | ↘2261 | ↘2242 | ↘2223 |
| 2018  | 2019  | 2020  | 2021  |       |       |       |
| ↘2185 | ↘2178 | ↘2142 | ↗2489 |       |       |       |

## Состав сельского поселения
| № | Населённый пункт | Тип населённого пункта          | Население |
| - | ---------------- | ------------------------------- | --------- |
| 1 | Тром-Аган        | посёлок                         | 194       |
| 2 | Ульт-Ягун        | посёлок, административный центр | 2064      |